# Чирино, Ранди
Ранди Йормейн Чирино Серрано (исп. Randy Yormein Chirino Serrano; 16 января 1996, Сан-Карлос, Коста-Рика) — коста-риканский футболист, полузащитник клуба «Депортиво Саприсса».

## Клубная карьера
Чирино — воспитанник клуба «Сан-Карлос». В его взрослой команде дебютировал 24 августа 2013 года в матче второго дивизиона. Провёл в команде два сезона и сыграл более 40 матчей.
В 2015 году перешёл в другой клуб второго дивизиона — «Хенерасьон Саприсса», фарм-клуб команды «Депортиво Саприсса». За сезон 2015/16 забил 14 голов, в том числе в осеннем турнире 2015 года стал лучшим бомбардиром с 10 голами.
С 2016 года играет за основную команду «Депортиво Саприсса». В зимнем чемпионате 2016 года сыграл с клубом 17 матчей. В матче против клуба «Эредиано» 20 марта Ранди забил свой первый гол за клуб.

## Сборная
В 2015 году в составе сборной Коста-Рики до 22 лет Ранди Чирино принял участие в турнире в Тулоне. Играл в матчах против Нидерландов, США, Франции и Катара.

## Достижения
«Депортиво Саприсса»
- Чемпион Коста-Рики: Зима 2016
- Серебряный призёр Чемпионата Коста-Рики: Лето 2016